# Blepharella versatilis
Blepharella versatilis är en tvåvingeart som först beskrevs av Villeneuve 1910.  Blepharella versatilis ingår i släktet Blepharella och familjen parasitflugor. Inga underarter finns listade i Catalogue of Life.